# うちの女房にゃ髭がある
うちの女房にゃ髭がある（うちのにょうぼうにゃひげがある）は、1936年（昭和11年）公開の千葉泰樹監督の日活映画。また、主演を演じた杉狂児と美ち奴の歌った同名の主題歌。
1954年に津田不二夫監督によりリメイクされており、杉狂児は同作にも出演している。

## 概要
和田邦坊のユーモア小説が原作。主題歌の作詞「星野貞志」はサトウハチローの筆名。
内容は恐妻家のサラリーマンと妻とのドタバタ劇である。

## キャスト
- 杉狂児
- 星玲子
- 吉井康
- 中村英雄
- 津村博
- 山本礼三郎

## スタッフ
- 監督：千葉泰樹
- 脚色：笠原良二
- 原作：和田邦坊
- 撮影：長井信一

## 主題歌
- 「うちの女房にゃ髭がある」（歌：杉狂児・美ち奴、作詞：星野貞志、作曲：古賀政男）
- 「あゝそれなのに」（歌：美ち奴、作詞：星野貞志、作曲：古賀政男）
  - 後に同名の映画（1937年公開)も作られており、本作同様に津田不二夫がリメイクしている。